# Зелёная комната (фильм, 1978)
«Зелёная комната» (фр. La chambre verte) — психологическая драма французского режиссёра Франсуа Трюффо, поставленная им в 1978 году по мотивам новелл Генри Джеймса «Алтарь мертвых» (1895), «Зверь в джунглях» (1903) и «Так оно пришло (Друзья моих друзей)» (1896). Лента была высоко оценена французскими критиками и коллегами Трюффо по цеху, однако стала одним из самых неудачных его фильмов в коммерческом плане.

## Сюжет
Действие картины происходит в провинциальном французском городке спустя несколько лет после окончания Первой мировой войны. Фильм начинается с документальных кадров войны. В следующей сцене главный герой фильма Жюльен Давенн (Трюффо) говорит знакомому, который хоронит жену:
Для безжалостных людей у Женевьевы глаза закрыты, но для вас, Жерар, они будут открыты всегда. Не думаю, что вы её потеряли. Думаю, что вы никогда не сможете потерять её. Посвятите все ваши мысли, все ваши действия, всю вашу любовь ей. Мертвые принадлежат нам, если мы согласны с тем, чтобы им принадлежать. Поверьте мне, Жерар, что мертвые могут продолжать жить.
Давенн — журналист, пишущий некрологи для местного журнала. На войне погибли практически все его близкие друзья, и дома он любит рассматривать фотографии убитых и раненых на фронте. После окончания войны он женился на любимой девушке, которая ждала его четыре года, но и она умерла через несколько месяцев после свадьбы. В память о ней Давенн организовал в своем доме поминальную (зеленую) комнату, украсив его памятными предметами, портретами жены, цветами и свечами. Каждый вечер он приходит туда сказать жене о своей любви.
Однажды в зеленой комнате возникает пожар, после которого Давенн решает перенести своё святилище в более подобающее место. Он договаривается с местным священником о передаче ему небольшой заброшенной часовни на кладбище. Давенн реставрирует часовню и переоборудует её в место поклонения усопшим. Он устанавливает там фотографии всех своих умерших близких и знакомых, а также ставит свечи в память о каждом из них.
Давенн знакомится с молодой девушкой Сесиль Мандель (Бай), которая попадает под его влияние и начинает испытывать интерес к его культу мертвых. Сесиль восхищена часовней, с интересом расспрашивает о портретах, а потом сообщает, что она установила бы в своем храме, если бы он у неё был, портрет только одного человека. Через некоторое время выясняется, что этим человеком является умерший недавно друг Давенна. Когда-то он предал Давенна и потому оказался единственным из его знакомых, не удостоенным места в святилище.
Из-за отношения к этому человеку Давенн решает порвать с Сесиль. Однако Сесиль уже влюбилась в Давенна и не может скрывать свои чувства. Она приходит в часовню, чтобы объясниться, но оказывается не в состоянии преодолеть страсть Давенна к умершим и его всепоглощающее желание быть с мертвыми. Во время кульминационной сцены Давенн умирает, так и не ответив на её чувства. Любовь к мертвым для него оказалась сильнее любви к живым.

## В ролях
- Жюльен Давенн (фр. Julien Davenne) — Франсуа Трюффо[1]
- Сесилия Мендель (фр. Cecilia Mandel) — Натали Бай
- Главный редактор — Жан Дасте
- Секретарь епископа — Антуан Витез

## Работа над фильмом
Под влиянием личных утрат Трюффо стал задумываться над вопросом, почему мало кто испытывает столь же широкий спектр чувств по отношению к мёртвым, как к живым. Пересматривая свой фильм «Стреляйте в пианиста» (1962), он поразился тому, что половина занятых в нём актёров уже покинула этот свет. Трюффо решил показать на экране человека, который отказывается забывать мёртвых.

Не будучи верующим, я — как и Жюльен Давенн — люблю мертвых. Я думаю, что мы забываем их слишком быстро, мы не чтим их достаточно. Не заходя так далеко, как Давенн — который одержим, любя мертвых больше, чем живых — я считаю, что память о мертвых позволяет справляться с ощущением мимолетности жизни… Я за женщину и против мужчины. Мораль фильма — нужно иметь дело с живыми! Этот человек отвернулся от жизни. Произошло крушение принципа выживания.— Франсуа Трюффо
Трюффо лично настолько слился с фильмом, что даже ввел в алтарь мертвых портреты нескольких собственных умерших знакомых. Среди изображений в часовне были также портреты Генри Джеймса, Оскара Уайльда, Жана Кокто, Марселя Пруста, Гийома Аполлинера и Сергея Прокофьева, а также Оскара Вернера и Жанны Моро, исполнивших главные роли в фильме Трюффо «Жюль и Джим» (1962).
При работе над сценарием Трюффо попросил перенести действие повести Джеймса «Алтарь мёртвых» во Францию 1920-х годов, когда страна пыталась оправиться от гибели миллионов за время Великой войны. Глубоко личный характер проекта подчёркивало решение Трюффо исполнить роль главного героя. Члены съёмочной группы  вспоминают, что режиссёр настолько переживал по поводу неадекватности своих актёрских способностей, что завершение фильма несколько раз оказывалось на грани срыва.

## Художественные особенности
Испано-кубинский оператор Нестор Альмендрос славился своим умением снимать в полутьме и воспроизводить на экране естественное освещение интерьеров. В данном случае центр композиции многих сцен освещен мерцанием горящих свечей (и только затемнения по краям подсвечены искусственным светом), что придаёт затемнённой «картинке» с преобладанием зеленовато-охряных тонов почти мистический оттенок.
Для поддержания необходимого настроения фильма Трюффо использовал произведения одного из ведущих кинокомпозиторов 1930-х годов Мориса Жобера, написавшего музыку к классическим фильмам французского поэтического реализма, таким как «Аталанта» (1934) Жана Виго, «День начинается» (1939) и «Набережная туманов» (1939) Марселя Карне. Музыка Жобера создает атмосферу ритуальности и духовности, чистоты и света, которая призвана сопровождать память об умерших. Портрет Жобера также можно увидеть в часовне.
Часть критиков сетует на излишнюю литературность сценария и на ограниченность актёрского дарования Трюффо. По мнению Дэйва Кера, «мертворождённый» фильм Трюффо не в состоянии преодолеть «болезненную эксцентричность» главных героев, загнавших себя в «тупик абсолютного невроза».